# Сибирский фестиваль снежной скульптуры
Сибирский фестиваль снежной скульптуры — международный творческий конкурс, который ежегодно проводится в Новосибирске. Каждую зиму (начиная с декабря 2000 года) сюда приезжают профессиональные скульпторы и художники из многих городов России, ближнего и дальнего зарубежья.

## Истоки и организация фестиваля
Идея проведения творческого праздника возникла под влиянием традиции снежных фестивалей в городе Саппоро — побратиме Новосибирска. Инициаторами появления фестиваля в Новосибирске, по словам искусствоведа В. О. Назанского, стали архитектор Александр Булавин и скульптор Александр (Санду) Бортник, команда которого заняла третье место на фестивале снежных скульптур в Саппоро в феврале 2000 года. Учредители фестиваля — мэрия Новосибирска, администрация Центрального района и творческая общественная организация «Артель». Снежные композиции создаются в самом центре Новосибирска — Первомайском сквере, вблизи Краеведческого музея и здания мэрии. В течение всего времени проведения фестиваля и последующей выставки работ (обычно с 8 по 31 января) в сквере круглосуточно находятся сотрудники полиции, охраняющие скульптуры и обеспечивающие правопорядок. В любой момент художники, работающие над снежными и ледовыми композициями, могут обратиться за медицинской помощью — неподалёку дежурит врач. Посмотреть на необычные произведения искусства, созданные под открытым небом, можно в течение месяца, а иногда и на протяжении более длительного периода, в зависимости от погодных условий.

## Особенности
Первый фестиваль проходил 22—25 декабря 2000 года. Но в дальнейшем сложилась традиция создания скульптур в последние дни новогодних каникул (как правило, 8—11 января). В распоряжении художников — блоки чистого прессованного снега высотой 3 метра (для юных скульпторов — 1,5 метра), оборудование и инструменты. С 2009 года, наряду со скульптурами из снега, в конкурсе участвуют также и ледовые. По условиям конкурса все скульптурные произведения выполняются только из неокрашенного снега или льда, без использования электроподсветки и при отсутствии наружных и внутренних каркасов из других материалов. В процессе работы не разрешается применять электроинструменты.
Итоги конкурса подводятся, как правило, 12 января. Оценивается оригинальность, выразительность и техничность исполнения работ. В состав жюри входят профессиональные архитекторы, скульпторы, искусствоведы. Победителям, занявшим места с первого по третье, вручаются «золотой», «серебряный» и «бронзовый» призы фестиваля. Одна из работ удостаивается Приза мэра Новосибирска — символа фестиваля, отлитого в бронзе: он напоминает скипетр, увенчанный фигурой медвежонка, который катит снежное колесо (вручается с 2004 года). Кроме того, учреждён Приз памяти московского скульптора Николая Полукарова (1954—2005), выпускника МВПХУ, одного из организаторов некоммерческого Фонда скульпторов России «Единение», основателя пермской школы ледовой скульптуры, произведения которого неоднократно представлялись на Сибирском фестивале снежной скульптуры. Всем участникам дарятся памятные медали и выдаются дипломы фестиваля.
Фестиваль стал настоящим зимним праздником, с торжественными церемониями открытия и награждения победителей. Он широко освещается в газете «Вечерний Новосибирск», других печатных и электронных СМИ Сибирского региона. Авторами выставленных в Новосибирске снежных шедевров были не только россияне, но также скульпторы из ближнего (Белоруссия, Казахстан, Киргизия, Молдова) и дальнего (Болгария, Германия, Италия, Китай, Румыния, Финляндия, Франция, Япония) зарубежья. На фестивале проводятся два независимых конкурса: один — для профессиональных скульпторов, художников, другой — для детских творческих команд. Созданная художниками выставка снежных и ледяных фигур вызывает большой интерес у горожан. Всем новосибирцам и гостям города предоставляется неограниченная возможность свободного осмотра экспозиции.

## Победители и призёры фестиваля

### Золотая, серебряная и бронзовая награды
| Год  | Золото                                                                  | Серебро                                                                                          | Бронза                                                                           | Источники информации |
| ---- | ----------------------------------------------------------------------- | ------------------------------------------------------------------------------------------------ | -------------------------------------------------------------------------------- | -------------------- |
| 2000 | снеж. "Ожидание" (Россия, Новосибирск), команда Игоря Гриценко          | снеж. "Источник" (Россия, Новосибирск)                                                           | снеж. (Россия, Томск)                                                            | [ 18 ] [ 5 ] [ 19 ]  |
| 2002 | снеж. "Формула любви" (Россия, Пермь)                                   | снеж. (Россия, Красноярск)                                                                       | снеж. (Киргизия, Бишкек), команда Муратбека Джумалиева                           | [ 4 ]                |
| 2003 | снеж. "Воспоминание о будущем" (Россия, Пермь), команда Ивана Сторожева | снеж. "Старый Новый год Козы" (Россия, Красноярск), команда Павла Корчашкина                     | снеж. "Натюрморт - ностальгия по лету" (Киргизия, Бишкек), команда М. Джумалиева | [ 20 ]               |
| 2004 | снеж. "Сальвадор Дали" (Россия, Иркутск), Карим Мухамадиев              | снеж. "Мечтатель" (Россия, Байкальск), Вячеслав Нольфин                                          | снеж. "Что есть истина?" (Россия, Пермь)                                         | [ 21 ] [ 22 ] [ 23 ] |
| 2005 | снеж. "Прометей" (Россия, Пермь)                                        | снеж. "Двое" (Молдова), команда Григория Султана                                                 | снеж. (Германия), команда Штефана Эстера                                         | [ 24 ] [ 25 ]        |
| 2006 | снеж. "Детский сон" (Россия, Байкальск), А. Пылюх                       | снеж. (Россия, Новосибирск)                                                                      | снеж. (Россия, Томск)                                                            | [ 17 ] [ 26 ]        |
| 2007 | снеж. "Сова" (Россия, Новосибирск), команда Станислава Вишнякова        | снеж. "Рождение Рождественского снега" (Россия, Байкальск), команда Андрея Пылюха                | снеж. "В ожидании чуда" (Белоруссия, Минск), команда Михаила Прокопенко          | [ 22 ] [ 29 ] [ 27 ] |
| 2008 | снеж. "Купцы-продавцы" (Россия, Бийск), команда Николая Парубова        | снеж. "Привет, сибиряк! - Ну, здорово, пермяк!" (Россия, Пермь), команда Павла Баязитова         | снеж. "Фабрика музыки" (Россия, Томск), команда Артура Шугурова                  | [ 3 ] [ 30 ]         |
| 2009 | снеж. "Молодость в душе" (Россия, Томск), команда А. Шугурова           | снеж. "Алиса в стране чудес: в погоне за временем" (Россия, Ангарск), под руководством А. Пылюха | снеж. "Экологическое равновесие"(Россия, Мегет)                                  | [ 8 ] [ 9 ]          |
| 2010 | снеж. "Круговорот перерождений" (Россия, Омск), команда Ольги Морозовой | снеж. "Валя и краля" (Россия, Пермь), команда Айдара Ахатова                                     | снеж. "Городской сон" (Россия, Барнаул), команда Алексея Кулика                  | [ 31 ]               |
| 2011 | снеж. "Снежная королева" (Россия, Новосибирск), С. Вишняков             | снеж. "Зайка" (Россия, Барнаул), А. Кулик и Туяра Тихонова                                       | снеж. "Дракоzа" (Россия, Кызыл), команда Кужугета Белека                         | [ 10 ] [ 32 ]        |
| 2012 | снеж. " Русь богатырская" (Россия, Барнаул), команда А. Кулика          | лед. "Журавлиный клич" (Россия, Новосибирск), Максим Пахомов                                     | снеж. "Не делай слона из мухи" (Россия, Томск), А. Шугуров                       | [ 33 ]               |

### Приз мэра Новосибирска и Приз памяти Николая Полукарова
| Год  | Приз мэра Новосибирска                                                                 | Приз памяти Николая Полукарова                                                                       | Источники информации |
| ---- | -------------------------------------------------------------------------------------- | --- | -------------------- |
| 2004 | снеж. "За мечтой" (Россия, Москва)                                                     | | [ 22 ] [ 23 ]        |
| 2005 | снеж. "Возрождение" (Россия, Байкальск), команда А. Пылюха                             | | [ 34 ]               |
| 2006 | снеж. "Летящие влюблённые в Рождественскую ночь" (Россия, Пермь), команда И. Сторожева | | [ 16 ] [ 17 ]        |
| 2007 | снеж. "Лев" (Россия, Санкт-Петербург), команда Игоря Васюкова                          | | [ 29 ] [ 35 ]        |
| 2008 | снеж. "Соколиная охота" (Россия, Новосибирск), С. Вишняков и Семён Крылов              | снеж. "Верблюд" (Казахстан, Алма-Ата)                                                                | [ 3 ]                |
| 2009 | снеж. "Сергий Радонежский" (Россия, Новосибирск)                                       | снеж. "Мечта" (Россия, Омск)                                                                         | [ 9 ]                |
| 2010 | лед. "Калинов мост" (Россия, Новосибирск), С. Вишняков и С. Крылов                     | снеж. "Мальчиш Кибальчиш, или сказка об утерянном времени" (Россия, Ангарск), команда Сергея Зиннера | [ 31 ] [ 36 ]        |
| 2011 | лед. "Энергия" (Россия, Пермь), Алексей Татаринов и Ольга Пешкова                      | | [ 10 ] [ 32 ]        |
| 2012 | лед. "Дракон" (Россия, Байкальск)                                                      | | [ 33 ]               |

## Галерея

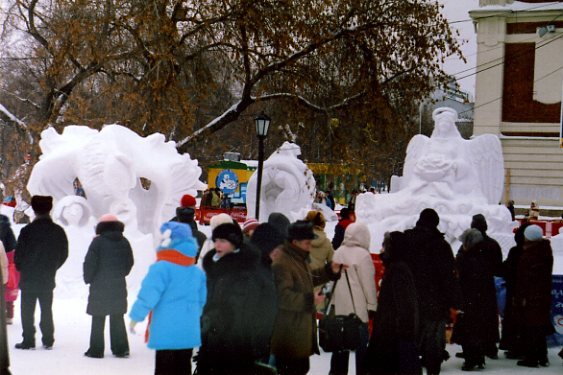
Сибирский фестиваль снежной скульптуры-2007
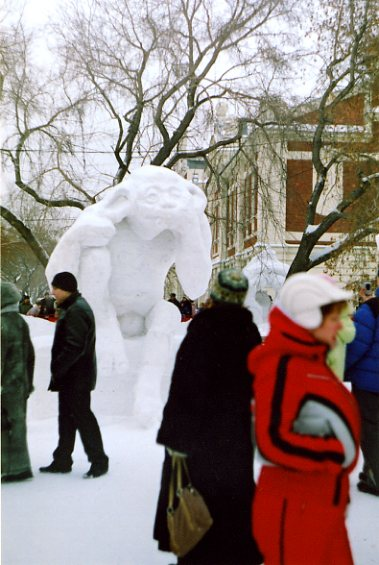
Снежный тролль (авторы из Хельсинки, Финляндия), 2007
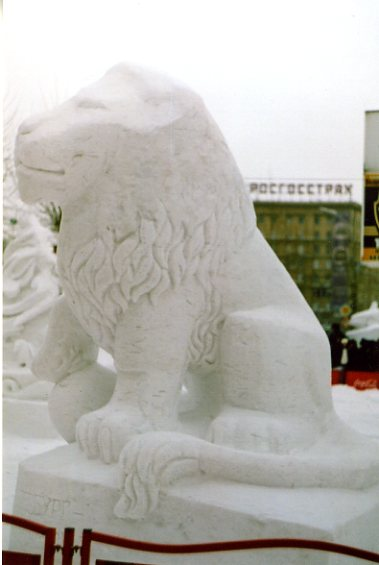
Снежный лев (авторы из Санкт-Петербурга), Приз мэра-2007
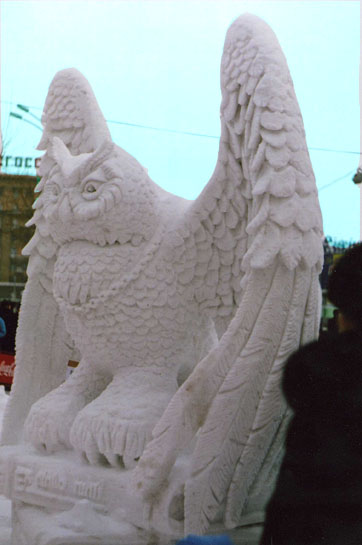
Снежная сова (авторы из Новосибирска), "золото"-2007